# Edifici al carrer Sant Llorenç 27 d'Alcoi
L'edifici al carrer Sant Llorenç número 27, situat a la ciutat d'Alcoi (l'Alcoià), País Valencià, és un edifici residencial d'estil modernista valencià construït l'any 1913, que va ser projectat per l'arquitecte Vicent Pascual Pastor.
L'edifici va ser realitzat per l'arquitecte alcoià Vicent Pascual Pastor en 1913. Consta de planta baixa, quatre plantes i àtic.
A l'edifici, de dimensió estreta, destaquen els seus finestrals d'estil modernista, així com les balconades i les baranes de ferro forjat amb ornamentació vegetal.
El baix de l'edifici apareix numerat en un rètol amb el número 33, que ha de correspondre a l'antiga numeració del carrer.